# Octomeria albopurpurea
Octomeria albopurpurea är en orkidéart som beskrevs av João Barbosa Rodrigues. Octomeria albopurpurea ingår i släktet Octomeria och familjen orkidéer. Inga underarter finns listade i Catalogue of Life.